# Michael Kenneth Williams
Michael Kenneth Williams, accreditato spesso come Michael K. Williams, (New York, 22 novembre 1966 – New York, 6 settembre 2021) è stato un attore statunitense.

## Biografia
Noto soprattutto per i ruoli televisivi di Omar Little nella serie televisiva The Wire e di Albert "Chalky" White in Boardwalk Empire, uno degli aspetti più evidenti e caratteristici dell'attore era la profonda cicatrice che gli attraversava il viso: se l'era procurata durante uno scontro a Brooklyn a 25 anni.. Dal 2016 interpretò Leonard Pine, co-protagonista della serie di romanzi dedicati ad Hap & Leonard scritti da Joe R. Lansdale, per la serie televisiva Hap and Leonard.
Williams è stato trovato morto nella sua abitazione a Brooklyn il 6 settembre 2021, ucciso da un'overdose accidentale a 54 anni.

## Filmografia parziale

### Cinema
- Bullet , regia di Julien Temple (1996)
- L'ora della violenza 2 (The Substitute 2: School's Out), regia di Steven Pearl (1998), non accreditato
- Al di là della vita (Bringing Out the Dead), regia di Martin Scorsese (1999)
- Vendetta mortale (Doing Hard Time), regia di Preston A. Whitmore II (2004)
- Bondage, regia di Eric Allen Bell (2006)
- Mercenary for Justice, regia di Don E. FauntLeRoy (2006)
- Manuale d'infedeltà per uomini sposati (I Think I Love My Wife), regia di Chris Rock (2007)
- Gone Baby Gone, regia di Ben Affleck (2007)
- L'incredibile Hulk (The Incredible Hulk), regia di Louis Leterrier (2008)
- Miracolo a Sant'Anna (Miracle at St. Anna), regia di Spike Lee (2008)
- Brooklyn's Finest, regia di Antoine Fuqua (2009)
- Perdona e dimentica (Life During Wartime), regia di Todd Solondz (2009)
- The Road, regia di John Hillcoat (2009)
- Snitch - L'infiltrato (Snitch), regia di Ric Roman Waugh (2013)
- 12 anni schiavo (12 Years a Slave), regia di Steve McQueen (2013)
- RoboCop, regia di José Padilha (2014)
- Anarchia - La notte del giudizio (The Purge: Anarchy), regia di James DeMonaco (2014)
- La regola del gioco (Kill the Messenger), regia di Michael Cuesta (2014)
- Vizio di forma (Inherent Vice), regia di Paul Thomas Anderson (2014)
- The Gambler, regia di Rupert Wyatt (2014)
- Bessie, regia di Dee Rees (2015)
- Anesthesia, regia di Tim Blake Nelson (2015)
- Captive, regia di Jerry Jameson (2015)
- Quando l'amore si spezza (When the Bough Breaks), regia di Jon Cassar (2016)
- Codice 999 (Triple 9), regia di John Hillcoat (2016)
- Ghostbusters, regia di Paul Feig (2016)
- Assassin's Creed, regia di Justin Kurzel (2016)
- The Public, regia di Emilio Estevez (2018)
- Superfly, regia di Director X (2018)
- Red Sea Diving (The Red Sea Diving Resort), regia di Gideon Raff (2019)
- Motherless Brooklyn - I segreti di una città (Motherless Brooklyn), regia di Edward Norton (2019)
- Infranto (Breaking), regia di Abi Damaris Corbin (2022)
- Circondato (Surrounded), regia di Anthony Mandler (2023)

### Televisione
- CSI - Scena del crimine (CSI: Crime Scene Investigation) - serie TV, 2 episodi (2005-2010)
- Law & Order - I due volti della giustizia (Law & Order) - serie TV, 3 episodi (1997-2009)
- I Soprano (The Sopranos) - serie TV, episodio 3x13 (2001)
- Alias - serie TV, episodi 4x14-4x15-4x16 (2001-2006)
- The Wire - serie TV, 51 episodi (2002-2008)
- Law & Order - Unità vittime speciali (Law & Order: Special Victims Unit) – serie TV, episodio 8x07 (2006)
- The Philanthropist - serie TV, 8 episodi (2008)
- Boardwalk Empire - L'impero del crimine (Boardwalk Empire) - serie TV, 46 episodi (2010-2014)
- Community – serie TV (2011-2012)
- High School USA! – serie TV, 1 episodio (2013)
- Bessie – film TV, regia di Dee Rees (2015)
- The Night Of - Cos'è successo quella notte? (The Night Of) – miniserie TV, 6 puntate (2016)
- Hap and Leonard – serie TV, 18 episodi (2016-2018)
- When We Rise – miniserie TV, 4 puntate (2017)
- When They See Us – miniserie TV, 3 puntate (2019)
- Lovecraft Country - La terra dei demoni (Lovecraft Country) – serie TV, 9 episodi (2020)

## Doppiatori italiani
Nelle versioni in italiano delle opere in cui ha recitato, Michael Kenneth Williams è stato doppiato da:
- Alberto Angrisano in Law & Order - Unità vittime speciali, Anarchia - La notte del giudizio, The Gambler, La regola del gioco, Hap and Leonard, Assassin's Creed, Red Sea Diving, Arkansas, Lovecraft Country - La terra dei demoni, Infranto, Circondato
- Roberto Draghetti in Law & Order - I due volti della giustizia, CSI - Scena del crimine (ep. 5x20), Brooklyn's Finest, The Wire, CSI: NY, When They See Us, Motherless Brooklyn - I segreti di una città
- Simone Mori in Vendetta mortale, Snitch - L'infiltrato, Superfly
- Stefano Mondini in Mercenary for Justice, Boardwalk Empire - L'impero del crimine, Bessie
- Massimo Bitossi in Gone Baby Gone, RoboCop, Vizio di forma
- Andrea Lavagnino in CSI - Scena del crimine (ep. 10x19), The Night Of - Cos’è successo quella notte?
- Pasquale Anselmo in Alias
- Loris Loddi in The Road
- Francesco Bulckaen in Perdona e dimentica
- Andrea Bolognini in Community
- Gianfranco Miranda in Manuale d'infedeltà per uomini sposati
- Oliviero Cappellini in Anesthesia
- Paolo Maria Scalondro in Codice 999
- Riccardo Scarafoni in Ghostbusters
- Franco Mannella in When We Rise
- Marco Balzarotti in Quando l'amore si spezza

## Altre apparizioni
Presta il volto e la voce a Kimble "Irish" Graves nella serie di videogiochi Battlefield: in Battlefield 4 come fidato compagno di squadra del protagonista e in Battlefield 2042 come specialista nel multigiocatore, oltre ad essere il personaggio principale nel cortometraggio Exodus.